# Германовичі (гміна)
Ґміна Германовичі (пол. Gmina Hermanowice) — колишня (1934—1939 рр.) сільська ґміна Перемишльського повіту Львівського воєводства Польської республіки (1918—1939) рр. Центром ґміни було село Германовичі. Налічувалось 2 239 будинків.
1 серпня 1934 р. було створено об'єднану сільську ґміну Германовичі в Перемишльському повіті Львівського воєводства внаслідок об'єднання дотогочасних (збережених від Австро-Угорщини) громад сіл (ґмін): Аксманичі, Даровичі, Фредрополь, Горохівці, Германовичі, Клоковичі, Княжичі, Конюша, Конюшки, Корманичі, Куп'ятичі, Лучиці, Мальговичі, Молодовичі, Негрибка, Пікуличі, Підмостичі, Сілець, Серакізці, Сільча, Станіславчик, Вітошинці, Заболотці.
12 вересня 1939 року німці окупували територію ґміни, однак вже 26 вересня 1939 року мусіли відступити, оскільки за пактом Ріббентропа-Молотова вона належала до радянської зони впливу. За кілька місяців територія ввійшла до Перемишльського району Дрогобицької області. В червні 1941, з початком Радянсько-німецької війни, територія знову була окупована німцями. В липні 1944 року радянські війська оволоділи цією територією.
У березні 1945 року колишня територія гміни віддана Польщі (за винятком сіл Підмостичі й Заболотці), а українське населення в 1945-1947 роках виселено в СРСР та на понімецькі землі.